# Camille Benyamina
 (décembre 2018).
Camille Benyamina est une illustratrice et dessinatrice de bande dessinée française née à Compiègne le 19 novembre 1987.

## Biographie
Après un baccalauréat en arts appliqués, Camille Benyamina a étudié à l'École Émile-Cohl située à Lyon, dans la section édition. 
Depuis son diplôme, elle travaille pour la littérature jeunesse et la bande dessinée. Elle a publié deux albums chez Casterman en collaboration avec Eddy Simon : le premier sur Violette Nozière, le second, Chaque soir à onze heures, est une adaptation d'un roman de Malika Ferdjoukh.
Installée au Canada depuis 2011, elle travaille également pour Playtika, une entreprise de jeu vidéo basée à Montréal.

## Publications

### Illustration
- Rouge Vampire, Lewis Harris, Flammarion, 2012
- Une histoire Terrifiante,  N.M. Zimmerman, Flammarion, 2013
- La porteuse de mots, Anne Pouget, Casterman, 2014

### Bande dessinée
- Kamasutra, avec Eddy Simon, Petit à Petit, 2010
- Contes Russes, Petit à Petit, 2011
- Projet Bermuda III, Gaet’s, couleur JB Dugait, Experience, 2011
- Castermag #39, strips, scénario libre, 2012
- Violette Nozière, vilaine chérie, scénario d'Eddy Simon, Casterman, 2014
- Chaque soir à onze heures, dessin de cette adaptation d'un roman de Malika Ferdjoukh par Eddy Simon, Casterman, 2015
- Les Petites Distances, scénario de Véro Cazot, Casterman, avril 2018
- Barbe bleue d'après le roman d'Amélie Nothomb, Albin Michel, 2023